# Martyn Ashton

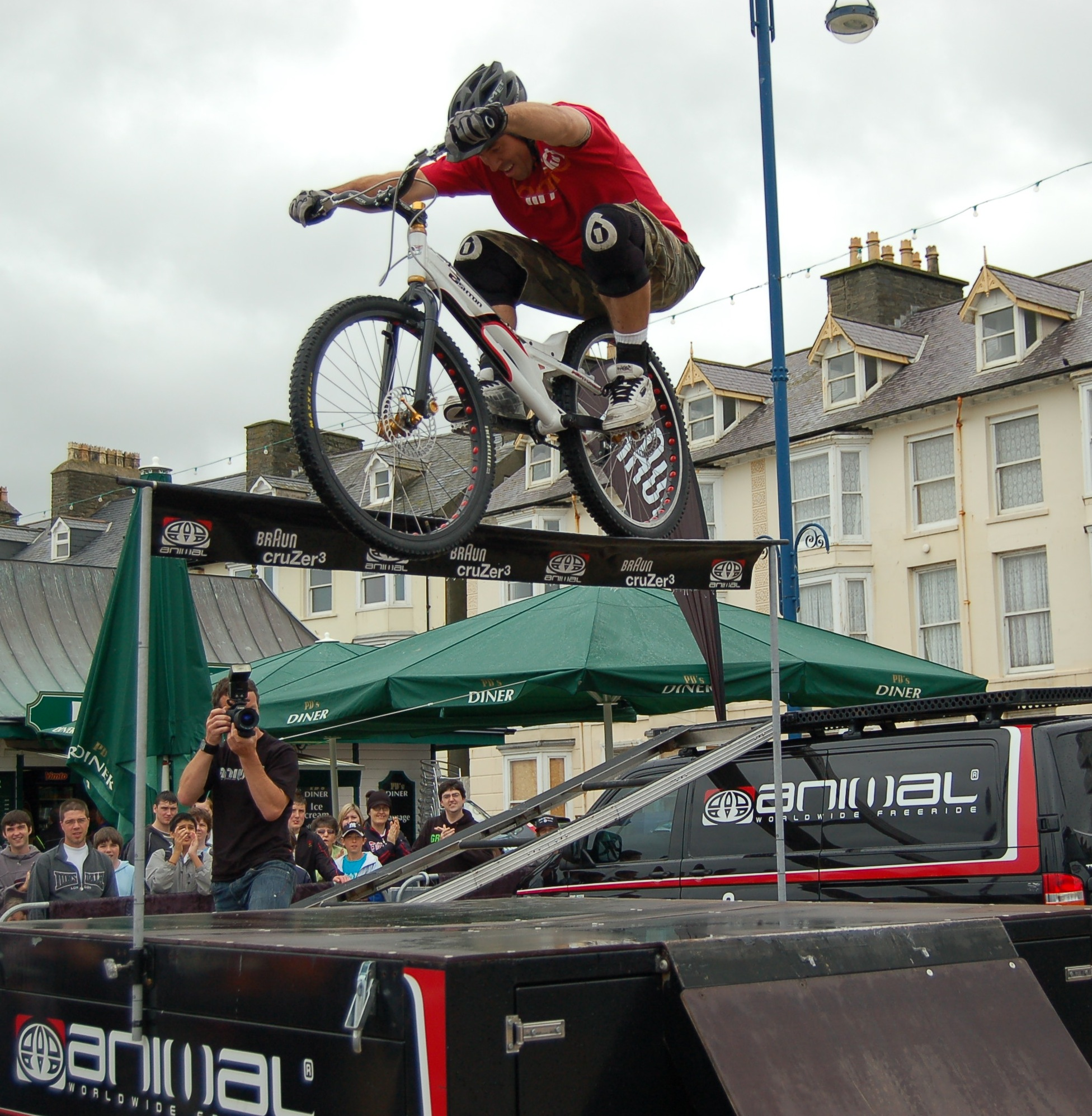
Martyn Ashton 2007

Martyn Ashton (* 2. Dezember 1974) ist ein ehemaliger professioneller britischer Trialbike-Fahrer.

## Leben
Martyn Ashton war seit 1993 als Trial-Profi aktiv.
Er wurde vierfacher britischer Meister und Weltmeister in dieser Disziplin.
Am 1. September 2013, während einer Stuntshow auf der Moto GP in Silverstone, fiel er eine drei Meter tiefe Erhöhung hinab, landete auf den Schultern und zog sich Verletzungen an der Brustwirbelsäule zu. Martyn Ashton ist seitdem querschnittgelähmt und auf einen Rollstuhl angewiesen.
Nach diesem Unfall ist er weiterhin als Teammanager tätig.

## Auszeichnungen
- 2008 – Mountain Biking UK Hall Of Fame[5]